# Discoxenus phourini
Discoxenus phourini – gatunek chrząszcza z rodziny kusakowatych i podrodziny rydzenic.

## Taksonomia
Gatunek ten opisali po raz pierwszy w 2015 roku Taisuke Kanao i Munetoshi Maruyama na łamach „Zootaxa”. Jako lokalizację typową wskazano okolice Kaôh Kŏng w Kambodży. Epitet gatunkowy nadano na cześć Phourina Chhanga z administracji leśnej, w uznaniu wsparcia udzielonego podczas badań terenowych. W obrębie rodzaju Discoxenus tworzy wraz z D. assmuthi, D. hirsutus, D. indicus, D. kakizoei, D. katayamai, D. kohkongensis, D. lepisma, D. lucidus, D. malaysiensis i D. minutus grupę gatunków D. assmuthi.

## Morfologia
Chrząszcz o wydłużonym ciele długości od 1,8 do 1,9 mm i szerokości od 0,8 do 0,9 mm, błyszczącym, ubarwionym głównie pomarańczowobrązowo. Ponad półtorakrotnie szersza niż dłuższa głowa ma wystający nadustek, głęboko pośrodku wklęśniętą przednią krawędź wargi górnej, spiczasty ząbek na prawej żuwaczce, 2,4 raza szerszą niż dłuższą bródkę z około 50 porami i przedbródek z 6–7 porami. Na przedpleczu rośnie około 50 szczecinek makroskopowych. Poprzeczne pokrywy w przednio-bocznych narożach skąpo porastają szczecinki. Szczecinek makroskopowych na dysku pokryw jest 12 lub 13. Odwłok ma tergity od trzeciego do ósmego zaopatrzone w sześć szczecinek makroskopowych. Ósmy tergit ma dwie pary szczecinek makroskopowych pośrodku i dwie pary na krawędzi tylnej. Sternity od czwartego do siódmego mają po dwie szczecinki pośrodku części przedwierzchołkowych. Sternity od trzeciego do siódmego mają szereg 6–10 szczecinek makroskopowych na tylnym brzegu. Ósmy sternit ma trzy pary szczecinek makroskopowych pośrodku i trzy pary przy tylnej krawędzi. Genitalia samicy cechują się nasadową częścią spermateki dwukrotnie dłuższą niż jej część wierzchołkowa. Genitalia samca odznaczają się wklęśniętą na spodzie i zaopatrzoną w dobrze wykształcone, zaokrąglone żeberko dystalne kapsułą nasadową edeagusa, paramerytem ponad trzykrotnie szerszym od kondylitu oraz pięcioma szczecinkami na sklerycie woreczka welarnego.

## Ekologia i występowanie
Owad ten jest termitofilem zasiedlającym gniazda termitów z gatunków Hypotermes makhamensis.
Gatunek orientalny, endemiczny dla Kambodży, znany tylko z lokalizacji typowej.